# Shilese Jones
Shilese Jones (Seattle, 26 luglio 2002) è una ginnasta statunitense, due volte medaglia d'oro con la squadra ai Campionati del mondo. Ai mondiali del 2022 ha vinto anche l'argento nell'all-around e alle parallele.

## Carriera senior

### 2018
Ai suoi primi Nazionali da senior conclude la gara al quinto posto nell'all-around. Viene selezionata per i Campionati Panamericani a Lima, dove contribuisce alla vittoria degli Stati Uniti.

### 2019
A marzo gareggia al Trofeo Città di Jesolo, dove vince l'oro con la squadra.
Ai Campionati nazionali termina al 12º posto nell'all-around. Viene convocata al collegiale di selezione per la squadra dei mondiali ma è costretta a rinunciarvi a causa di un infortunio.

### 2021
A febbraio partecipa alla Winter Cup, dove vince l'argento nell'all-around e due bronzi (parallele e corpo libero).

### 2022
Gareggia al Trofeo Città di Jesolo, dove vince l'oro con la squadra, l'argento alle parallele e il bronzo alla trave. Ad agosto gareggia ai Nazionali diventando vice-campionessa statunitense; vince inoltre l'roro alle parallele e al corpo libero.
A settembre viene selezionata per far parte della squadra statunitense ai Mondiali di Liverpool. Qui vince l'oro con la squadra, l'argento nell'all-around e un altro argento alle parallele.

### 2023
Ad agosto partecipa ai Nazionali, la sua prima gara dai Mondiali. Vince l'oro alle parallele, l'argento nell'all-around e il bronzo al corpo libero. A settembre viene selezionata per partecipare ai Mondiali di Anversa.